# Luis Gabriel Ramírez Díaz
Luis Gabriel Ramírez Díaz (Barranquilla, 14 de octubre de 1965-Medellín, 8 de enero de 2023) fue un obispo católico, teólogo y profesor colombiano que, al momento de su muerte, se desempeñaba como obispo de Ocaña.

## Biografía
Luis Gabriel nació el 14 de octubre de 1965 en Barranquilla, Atlántico, Colombia.
Estudió educación primaria en el municipio de Margarita (Bolívar). Su familia se trasladó allí cuando Luis Gabriel era muy joven.
Realizó su formación sacerdotal en el Seminario Internacional Bidasoa de Pamplona, España.
Durante su estancia en el Seminario, estudió Filosofía y Teología en la Universidad de Navarra de Pamplona.

### Sacerdocio
Su ordenación sacerdotal fue el 12 de junio de 1993, a manos del Papa San Juan Pablo II, a la edad de 27 años.
Se incardinó en su natal Diócesis de Santa Marta.

#### Santa Marta
Su primer cargo pastoral fue como párroco en la Parroquia de San Pedro Mártir de Verona de El Piñón (Magdalena).
En 1995, fue nombrado administrador parroquial de la Parroquia de la Inmaculada Concepción de Plato (Magdalena). Durante 1998 y 1999, se doctoró en Teología espiritual en la Pontificia Facultad Teológica Teresianum de Roma. Ese mismo año fue nombrado formador y promotor vocacional del Seminario Mayor San José de Santa Marta.
En 2001, fue nombrado rector del Seminario Mayor San José de Santa Marta. En 2004, fue nombrado párroco en San Sebastián (Magdalena).

#### El Banco
El 17 de enero de 2006, se creó la Diócesis de El Banco, donde Luis Gabriel fue incardinado. Allí continuó su cargo de párroco en San Sebastián ya que el municipio pertenecía ahora a la nueva diócesis. En 2007, fue nombrado delegado de la pastoral sacerdotal de la diócesis de El Banco. En 2009, fue nombrado vicario general de la diócesis y párroco de la Parroquia de la Inmaculada Concepción de Plato (Magdalena).
El 24 de abril de 2013, comenzó a desempeñar su último cargo como presbítero, ejerciendo el oficio de Administrador Apostólico de la Diócesis de El Banco.

## Episcopado

### Obispo de El Banco
El 18 de junio de 2014, el papa Francisco lo nombró Obispo de El Banco. Fue consagrado el 23 de agosto de 2014, en la Catedral de Barranquilla, a manos del entonces Nuncio Apostólico de Colombia, Ettore Balestrero. Tomó posesión canónica el mismo día de su ordenación.

### Obispo de Ocaña
El 27 de febrero de 2021, el papa Francisco lo nombró Obispo de Ocaña.
Llegó a la ciudad de Ocaña el día 21 de abril de 2021, y tomó posesión de la Diócesis el día 22 de abril de 2021.